# هنري لوكاس (لاعب كرة قاعدة)
هنري لوكاس (بالإنجليزية: Henry Lucas)‏ هو لاعب كرة قاعدة أمريكي، ولد في 1858، وتوفي في 1910.

## وصلات خارجية
- هنري لوكاس على موقع جمعية أبحاث البيسبول الأمريكية (الإنجليزية)